# Кристиан Крусат
Кристиан Крусат (на испански: Cristian Crusat) е испанско-нидерландски преводач и писател на произведения в жанра социална драма.

## Биография и творчество
Кристиан Крусат е роден през 1983 г. в Малага, Испания. Баща му е испанец, а майка му е холандка. Следва литература в университета „Комплутенсе“ в Мадрид и приложна лингвистика в Международния университет „Менендес Пелайо“ в Сантандер и в института „Сервантес“. Завършва докторантурата си по сравнителна литература в Амстердамския университет. Работи и преподава испански език и литература в университети в Испания, Франция, Холандия, Мароко и САЩ.
Първата му книга, сборникът с разкази „Статуи: Приказки за души без призвание“, е издадена през 2006 г. Героите в разказите представят израстването на човека в живота, на хората, които откриват призванието си, или са искали да го открият, дори само с поглед към живота на другите.
През 2011 г. е издаден сборникът му „Кратка теория за пътуването и пустинята“. Шестте разказа от сборника представят емоциите на любовта, любовта, която е в живота или в сънищата на героите, на любовта, която е постигната, или която е загубена, на любовта като фолклор, но тази на съвременните хора, за желанието за промяна, но и една пустиня, като символ на сантименталната пустота. Книгата получава наградата за литература на Европейския съюз за 2013 г.
За произведенията си получава и редица други награди – Международната награда за литературна критика „Амадо Алонсо“ за 2020 г., наградата „Тигре Хуан де Наратива“ за 2019 г., стипендията „Леонардо“ за 2017 г., наградата за есе в Малага за 2014 г. и др.
Автор е на монографични есета, статии, рецензии и преводи в списания като Hispania, Hispanic Research Journal, Revista de Occidente, Foro Hispánico, Punto de partida и други.
Като преводач прави преводи на критичните статии и есета на писателя Марсел Шуоб, сюрреалистичната автобиография на фотографа Клод Кахун и събраните разговори на В. Г. Зебалд.

## Произведения

### Самостоятелни романи
- Europa automatiek (2019)[1][3][4]
- Sujeto elíptico (2019)

### Сборници
- Estatuas : Cuentos de almas sin vocación (2006) – разкази[1][2][4]
- Tranquilos en tiempo de guerra (2010) – разкази
- Breve teoría del viaje y el desierto (2011) – 6 разказа, награда за литература на Европейския съюз
Кратка теория за пътуването и пустинята : разкази, изд.: ИК „Персей“, София (2015), прев. Румен Руменов
- Solitario empeño (2015) – разкази

### Документалистика
- Vidas de vidas: Una historia no académica de la biografía. Entre Marcel Schwob y la tradición hispanoamericana del siglo XX (2016) – награда на Малага за есе[1][4]
- W. G. Sebald en el corazón de Europa (2020) – за писателя В. Г. Зебалд
- La huida biográfica: Nuevas formas de la biografía, nuevas representaciones del artista (2021) – за В. Г. Зебалд, Паскал Киняр, Енрике Вила-Матас, Антонио Табуки и Макс Ауб[5]